# 厚生連高岡病院
厚生連高岡病院（こうせいれんたかおかびょういん）は、富山県高岡市永楽町にある、富山県厚生農業協同組合連合会（JA富山厚生連）が運営する病院である。正式名称は富山県厚生農業協同組合連合会高岡病院（とやまけんこうせいのうぎょうきょうどうくみあいれんごうかいたかおかびょういん）。
富山県西部エリアで最大規模の病院であり、富山県西部地区圏内人口約45万人の三次救急医療を担っている。その他近隣の主要な病院として、高岡市民病院、済生会高岡病院、JCHO高岡ふしき病院などが存在する。
病院理念は「患者さんと職員が信頼・安心・満足でき、幸せになれる病院を目指します。」。

## 沿革
出典：
- 1936年（昭和11年）10月1日 - 富山県購買販売利用組合連合会が農村振興と農民の福利厚生を目的として、産業組合高岡病院を開設。
- 1937年（昭和12年）11月1日 - 富山県産業組合第一病院に名称変更。
- 1943年（昭和18年）
  - 4月1日 - 看護婦養成所開設。
  - 11月25日 - 富山県農業会第一病院に名称変更。
- 1948年（昭和23年）8月15日 - 文厚連高岡病院に名称変更。
- 1949年（昭和24年）4月1日 - 協同組合高岡病院に名称変更。
- 1951年（昭和26年）4月1日 - 農協高岡病院に名称変更。
- 1954年（昭和29年）4月10日 - 旧病棟（9棟）が火災により全半焼[6][7]。
- 1955年（昭和30年）
  - 6月20日 - 診療棟及び病棟竣工。
  - 7月1日 - 整形外科開設。
- 1958年（昭和33年）10月1日 - 総合病院承認。
- 1959年（昭和34年）1月22日 - 人間ドック開設。
- 1960年（昭和35年）1月1日 - 健康管理科開設。
- 1963年（昭和38年）4月1日 - 麻酔科開設。
- 1964年（昭和39年）5月9日 - 救急病院指定。
- 1966年（昭和41年）
  - 1月14日 - 放射線科開設。
  - 8月23日 - 第2病棟竣工。
  - 10月30日 - 皮膚泌尿器科を皮膚科と泌尿器科に分離。
- 1968年（昭和43年）10月1日 - 脳神経外科開設。
- 1971年（昭和46年）6月23日 - 第一病棟竣工。
- 1974年（昭和49年）
  - 6月6日 - 基準看護、一般442床、1類承認。
  - 8月7日 - 診療管理棟（現西診療棟）竣工。
- 1975年（昭和50年）
  - 4月1日 - 現名称の厚生連高岡病院に名称変更。
  - 7月1日 - 基準看護一般、473床特2類、結核80床特1類承認。
- 1976年（昭和51年）
  - 6月4日 - リハビリセンター竣工。
  - 7月9日 - 形成外科開設。
- 1977年（昭和52年）
  - 3月31日 - 専修学校制度による看護専門学校設置認可厚生連高岡病院看護専門学校に名称変更。
  - 8月11日 - 透析センター、検査センター竣工。
- 1979年（昭和54年）
  - 6月9日 - 基準看護一般、533床特2類、結核80床特1類承認。
  - 6月30日 - 第2病棟増築工事竣工。
- 1981年（昭和56年）3月24日 - 看護専門学校竣工。
- 1983年（昭和58年）1月19日 - 第3病棟竣工。
- 1984年（昭和59年）
  - 1月24日 - 精神科開設。
  - 9月1日 - 神経内科開設。
- 1985年（昭和60年）3月13日 - 臨床研修病院指定。
- 1988年（昭和63年）
  - 3月25日 - 中央診療棟竣工。
  - 6月1日 - 基準看護一般、79床特3類、525床特2類、結核50床特1類承認。
- 1990年（平成2年）
  - 4月1日 - 基準看護一般、82床特3類、580床特2類、結核50床特1類承認。総合（農村）検診センター開設。
  - 6月1日 - 老人性痴呆疾患センター指定。
- 1991年（平成3年）8月1日 - 基準看護一般、257床特3類、405床特2類、結核50床特1類承認。
- 1992年（平成4年）8月1日 - 基準看護一般、417床特3類、245床特2類、結核50床特1類承認。
- 1994年（平成6年）
  - 4月20日 - 呼吸器外科開設。
  - 6月1日 - 結核病床50床廃止。
- 1995年（平成7年）
  - 2月16日 - 立体駐車場竣工。
  - 8月25日 - ハイム・フェルード（看護婦宿舎）竣工。
- 1996年（平成8年）
  - 4月1日 - 心臓血管外科開設。
  - 12月1日 - 歯科を歯科口腔外科に変更。
- 1997年（平成9年）4月1日 - 救命救急センター指定。地域周産期母子医療センター認定。同日時点での一般病床672床。
- 1998年（平成10年）8月28日 - 一般病床の床増床（一般病床681床）。
- 1999年（平成11年）
  - 5月28日 - 病棟増改築（東診療棟）竣工。
  - 7月1日 - 訪問看護ステーション開設。
  - 10月1日 - 居宅介護支援事業所開設。
- 2000年（平成12年）4月1日 - ライナック棟竣工、稼動。消化器科開設。
- 2002年（平成14年）
  - 6月3日 - 院内LAN運用開始。
  - 7月1日 - 外来点滴センター開設。
- 2003年（平成15年）3月1日 - 回復期リハビリ病棟稼働。
- 2004年（平成16年）
  - 1月1日 - 電子カルテ1期稼働。
  - 9月21日 - 電子カルテ2期稼働。
- 2005年（平成17年）
  - 4月1日 - DMAT病院指定。
  - 11月21日	- 病院機能評価（ver4.0）認定。
- 2007年（平成19年）
  - 1月31日 - 地域がん診療連携拠点病院指定。
  - 4月1日 - 総合的がん診療センター開設。
- 2008年（平成20年）7月1日 - 一般病棟入院基本料7対1看護。
- 2009年（平成21年）1月31日	- 居宅介護支援事業所閉鎖。
- 2010年（平成22年）
  - 4月19日 - 富山県DMAT指定病院。
  - 11月21日 - 病院機能評価（ver6.0）認定。
- 2011年（平成23年）10月13日 - 同日時点での一般病床567床。
- 2012年（平成24年）3月12日 - 放射線診療棟稼働。
- 2013年（平成25年）
  - 3月25日 - 西診療棟稼働。同日時点での一般病床565床。
  - 5月23日 - 地域医療支援病院 承認。
  - 10月1日 - 一般病床562床。
- 2014年（平成26年）
  - 4月1日 - 放射線治療科、救急科開設。循環器科を循環器内科に変更。
  - 5月1日- 北診療棟稼働。
- 2015年（平成27年）
  - 3月26日 - 地域災害拠点病院指定。
  - 11月21日 - 病院機能評価認定更新（区分3rdver1.1）。
- 2016年（平成28年）8月1日 - 緩和ケア病棟稼働。同日時点での一般病床533床。
- 2017年（平成29年）4月1日 - 地域包括ケア病棟稼働（49床）。
- 2019年（平成31年/令和元年）
  - 2月6日 - 富山県地域リハビリテーション協力機関指定。
  - 4月1日 - 難病医療協力病院指定、へき地医療拠点病院指定。
  - 9月2日 - 手術支援ロボット（ダヴィンチ）導入。
  - 10月1日 - がん温熱療法高周波式ハイパーサーミア治療システム導入。
- 2020年（令和2年）
  - 4月1日 - DPC特定病院群病院指定（初回）。
  - 11月21日 - 病院機能評価（3rdG;Ver2.0）第3回更新。
- 2022年（令和4年）
  - 2月1日 - 一般病床517床。
  - 3月21日 - PET-CTを導入。
  - 4月1日 - DPC特定病院群2回目認定。地域がん診療連携拠点病院（高度型）指定。
  - 6月24日 - ISO15189：2012認定（臨床検査部）。

## 診療科
出典：
- 内科
- 糖尿病・内分泌代謝内科
- 腎臓・リウマチ膠原病内科
- 呼吸器内科血液内科
- 総合診療科・感染症内科
- 循環器内科消化器内科
- 腫瘍内科緩和ケア外科
- 脳神経内科
- 小児科
- 外科・消化器外科・乳腺外科
- 整形外科
- 形成外科
- 脳神経外科
- 胸部外科
- 皮膚科
- 泌尿器科
- 産婦人科
- 眼科
- 耳鼻咽喉科
- 放射線科
- 放射線治療科
- 麻酔科
- 歯科口腔外科
- 病理診断科
- 精神科
- 救急科

## その他の部門
出典：
- 看護部
- 総合的がん診療センター
- リハビリテーションセンター
- 血液浄化療法センター
- 薬剤部
- 臨床検査部
- 画像診断部
- 栄養管理部
- 臨床工学部
- BLSチーム
- 訪問看護ステーション
- 緩和ケアセンター
- 人工関節センター
- 地域包括ケア病棟

## 病床数
出典：

### 病棟
- 一般病棟 533床（開放型病棟 10床）
  - うち救命救急病棟 8床
- NICU 3床
- 緩和ケア病棟 16床
- 地域包括ケア病棟 49床

### 外来
- 外来人工透析 40床
- 薬物療法センター 17床

## 医療機関の指定等
- 保険医療機関
- 労災保険指定医療機関
- 指定自立支援医療機関（更生医療・育成医療・精神通院医療）
- 身体障害者福祉法指定医の配置されている医療機関
- 精神保健指定医の配置されている医療機関
- 生活保護法指定医療機関
- 指定養育医療機関
- 戦傷病者特別援護法指定医療機関
- 原子爆弾被害者一般疾病医療取扱医療機関
- 公害医療機関
- 救命救急センター
- 臨床研修指定病院
- がん診療連携拠点病院
- 特定疾患治療研究事業委託医療機関
- DPC対象病院
- 小児慢性特定疾患治療研究事業委託医療機関
- 富山県災害拠点病院
- 地域周産期母子医療センター（NICU）
- 地域医療指定病院
- へき地医療拠点病院
- 日本医療機能評価機構病院機能評価認定施設

## 病院内施設
- JA高岡 高岡病院支店
- JA高岡キャッシュサービスコーナー
- 売店
- レストラン
- 理容室
- 美容室
- インターネット・図書コーナー[10]

## 交通アクセス
病院公式サイトも参照。
- 高岡駅より専用バス（有料）利用。停車地は以下の各停留所で、病院行きは途中停留所での降車は不可、高岡駅前行きは途中停留所での乗車は不可（病院での降車および病院からの乗車のみ利用可）。

高岡駅前 - 末広町（高岡駅前行きのみ停車） - 片原横町 - 白銀町 - 南町 - 厚生連高岡病院
- 高岡やぶなみ駅西口より徒歩約20分（約1.2km）。
- 病院最寄りのインターチェンジは能越自動車道・高岡インターチェンジ、もしくは北陸自動車道・砺波インターチェンジ。
- 来院者用駐車場あり。